# Marta Pelegrín
Marta Pelegrín Rodríguez (geboren 1973 in Sevilla) ist eine spanische Architektin. Sie ist Mitbegründerin des Architekturbüros Mediomundo Arquitectos.

## Beruflicher Werdegang

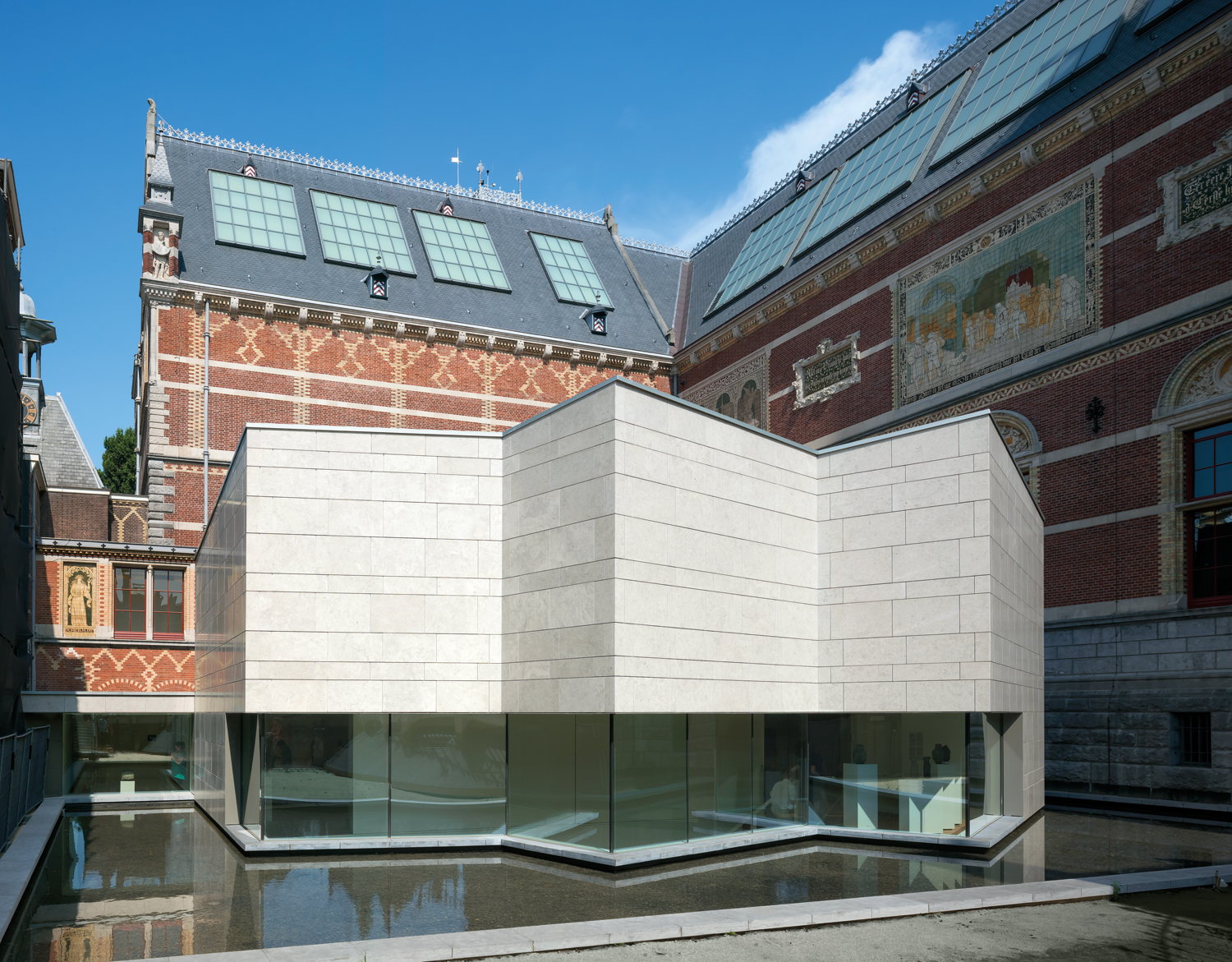
Asischer Pavillon im Rijksmuseum Amsterdam von Cruz y Ortiz

### Ausbildung
Pelegrín studierte Architekturdesign an der Escuela Tecnica Superior de Arquitectura de Sevilla (ETSAS), dem heutigen Istituto universitario de Arquitectura y Ciencias de la Construcción (iuacc), das zur Universität Sevilla gehört. Ihren Berufseinstieg machte sie bei Cruz y Ortiz Arquitectos und war dort unter anderem an der Erweiterung des Rijksmuseums Amsterdam beteiligt. Während ihrer Gastprofessur an der Frankfurt University of Applied Sciences von 2020 bis 2021 erwirbt sie den Master in Advanced Architecture (M.Sc.).

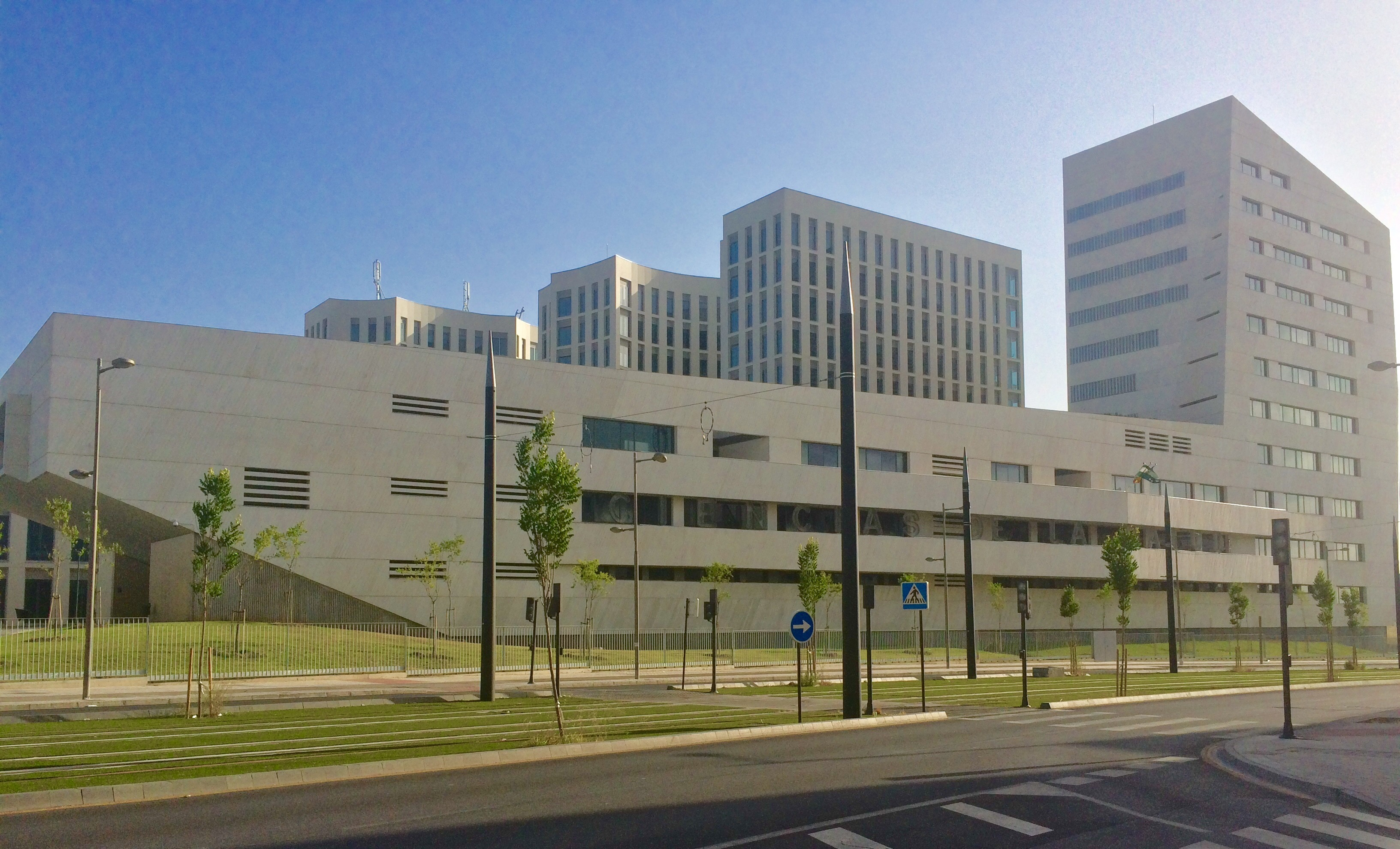
Fakultät für Gesundheitswissenschaften an der Universität Granada

### Mediomundo Arquitectos
2007 gründete Pelegrín mit Fernando Pérez das Architekturbüro Mediomundo Arquitectos. Sie spezialisierten sich auf Großprojekte, Masterplanung, die Gestaltung von öffentlichen Plätzen und Architektur für Schulen und Wohngebäude. Sie führten Projekte im europäischen Raum und ebenso Ausstellungen zu Innenarchitektur und Produktdesign durch. Architektur ist für das Team eher Produktion als Produkt.
International bekannt wurde Pelegrín mit folgenden Projekten: 
- Das Social Cyber Centre Macarena Tres Huertas in Sevilla ist ein kommunales Gemeinschaftshaus. Es fällt auf zwischen den höheren Wohnungsbauten ringsum durch die Fassade aus rot lackiertem Stahl. Im Erdgeschoss gelangt man in einen Aufenthaltsraum mit freiem WLAN, findet eine Cafeteria, einen Seminarraum und einen kleinen Garten. Im oberen Stock gibt es Computerräume, Arbeitsräume und Büros. Die Dachterrasse kann für Veranstaltungen genutzt werden.[5]
- Das San Francisco Movie Theatre in Vejer de la Frontera bei Granada wurde in einem verlassenen Kino eingerichtet. Die Architekten versuchten, zu erhalten und zeitgemäß umzugestalten. Anders als vorher wurde der Eingang des Filmtheaters zur Straße hin verlegt und bietet nun einen weiträumigen Saal für Aufführungen mit zwei Zuschauerebenen.[6]
- Die neue Fakultät für Gesundheitswissenschaften der Universität Granada gliedert sich horizontal an die vertikalen Gebäude des Universitätsklinikums an. Das Gebäude enthält Seminarräume, Vorlesungssäle und Innenhöfe, wie auch Büros für die Verwaltung. Die Fassade und Innenräume bestehen aus weißen gemusterten Betonplatten, die im Inneren aber teilweise mit schwarzen Stahlplatten und Epoxidfarbe überdeckt sind.[7]

### Hochschullehrerin
Von 2002 bis 2007 war Pelegrín Professorin für Entwerfen an der Universität Sevilla. 2017 nahm sie eine Gastprofessur an der St. Johns University (New York) wahr. Von 2020  bis 20 21 war sie  Gastprofessorin für Entwerfen und Konstruktion an der Frankfurt University of Applied Sciences. Seit 2021 lehrt sie als Professorin für Entwerfen, Raum und Material an der Hochschule Mainz, wo sie außerdem Gleichstellungsbeauftragte im Fachbereich Technik ist.

### Persönliche Ehrungen
Marta Pelegrín wurde 2015 in die Liste der Finalistinnen für den Emerging Woman Architect of the Year Award der britischen Architekturzeitschrift Architectural Journal (AJ) aufgenommen. Ebenso war sie Finalistin für den britischen „European Women In Construction & Engineering Award“ (Wice Awards).

## Projekte und Auszeichnungen (Auswahl)
Im Folgenden sind die wichtigsten Projekte von Mediomundo Arquitectos aufgelistet in der Reihenfolge ihrer Fertigstellung. Eingerückt finden sich die Auszeichnungen für diese Projekte.
- 2009: Social Cyber Centre Macarena Tres Huertas, Sevilla, Spanien[11]
  - 2015: Gewinner der WAN Awards 20+10+X
- 2010: Neue Fakultät der Gesundheitswissenschaften an der Universität Granada, Spanien.[12]
  - 2013: Finalist für die VI Endesa Awards in der Kategorie: Nachhaltigste Entwicklung
  - 2014: Auswahl des Projektes für die Internationale Woche des effizienten Bauens in Madrid (IFEMA Feria Madrid) vom spanischen Ministerio de Fomento (Ministerium für Bauwesen).
  - 2014: 3. Preis beim internationalen Wettbewerb „Daylight Spaces“
  - 2015: International 2º Award beim XXIV Premio obras CEMEX 2015 in den Kategorien „Bestes nachhaltiges Gebäude“ und „Beste institutionelle/industrielle Entwicklung“
  - 2016: 1º Andalucia Interior Design Award (1. Andalusischer Preis für Innenarchitektur)
- 2010: San Francisco Movie Theatre in Vejer de la Frontera, Granada, Spanien[13]
- 32 Sozialwohnungen in Conil de la Frontera, Cádiz
  - 2015: Lobende Erwähnung bei den COAS Awards (Spanische Architektenkammer)
- Auditorium Seat “Alejo”
  - 2016: AAD Awards (Diseño Andaluz)
- 2021: Renovierung des Ausstellungssaals Sala Cibeles der Banco de España in Madrid und Gestaltung der Ausstellung „Goya und der Ursprung der Sammlung der Banco de España“[14]

## Ausstellungen und Auszeichnungen
- 2016: Stand auf der XIII Biennal Española de Arquitectura y Urbanismo (BEAU) – XIII. Spanische Biennale für Architektur und Städtebau
  - 2016: BEAU XIII Award in den Kategorien „Bester Ausstellungsstand“ und „Beste wissenschaftliche Veröffentlichung“

## Veröffentlichungen
- Un punto de conexión, un punto de encuentro. 2011.
- Cátedra Blanca. Talleres de proyectos de arquitectura ETSA de Sevilla. Vázquez Consuegra, Cruz y Ortiz 2011, ISBN 978-84-939058-1-1 (spanisch).
- Cátedra Blanca. Talleres de proyectos de arquitectura ETSA de Sevilla. Vázquez Consuegra,, Cruz y Ortiz 2012, OCLC 929604655 (spanisch).
- Laboratorio de proyectos. Proyectos I y II. Curso 2011-2012 (Projektlabor. Projekte I und II. Kurs 2011-2012). Entreotrascosas, Sevilla 2013, OCLC 883721131 (spanisch).
- mit Narciso Jesús, Vázquez Carretero: Cátedra Blanca CEMEX. Talleres de proyectos de arquitectura ETSA de Sevilla (Der weiße CEMEX-Lehrstuhl. Workshops zum ETSA-Architekturprojekt in Sevilla). Escuela Tecnica Superior de Arquitectura de Sevilla, Sevilla 2014, ISBN 978-84-941464-2-8 (spanisch).
- Arquitectura dispuesta. Preposiciones cotidianas = Architecture set : everyday life prepositions ().
- Arquitectura como disposición una aproximación al proyecto de arquitectura en la trastienda europea del cambio de siglo. Dissertation. Universität Sevilla, 2017.
- Proyectos expuestos. Prácticas arquitectónicas en el cambio de siglo (Veröffentlichte Projekte. Architektonische Praktiken um die Jahrhundertwende). Editorial Universidad de Sevilla, Sevilla 2019, ISBN 978-84-472-1926-1 (spanisch).
- mit Fernando Pérez: Bordes y Fronteras. In: Fronteiras. 2018, ISBN 978-84-944936-7-6, S. 60–62.